# Columba de Iona
Columba o Colomba (Gartan, 7 de diciembre de 521 - Iona, 9 de junio de 597), llamado también en ocasiones Columba de Iona o, en irlandés antiguo, Saint Colm Cille, Columbkill o Columcille (que significa «Paloma de la iglesia»), fue una destacada figura entre los monjes misioneros gaélicos que reintrodujeron el cristianismo en Escocia a comienzos de la Edad Media. Es una de las figuras más importantes en la iglesia celta.

## Infancia y juventud en Irlanda
Era hijo de Fedlimid y Eithne, del clan Uí Néill, y nació en Gartan, cerca de Lough Gartan, Donegal. Por línea paterna era descendiente de Niall de los nueve rehenes, un rey irlandés del siglo V. Profesó como monje y fue ordenado sacerdote. Según la tradición, hacia 560 se vio envuelto en una disputa con Finnian acerca de un salterio. Columba copió el manuscrito en el scriptorium siguiendo órdenes de Finnian, quien pretendía quedarse con la copia. La disputa fue la causa de la batalla de Cúl Dreimhne, que se libró en 561 y en la que hubo numerosas bajas (la copia del salterio mencionada en esta historia se identifica tradicionalmente con el Cathach de San Columba). Como penitencia por esas muertes, Columba decidió marchar como misionero a Escocia para convertir a tantas personas como habían muerto en la batalla. Se exilió de Irlanda, a donde solo regresaría en una ocasión, varios años después.
Columba vivió en el remoto distrito de lo que hoy es Gleann Cholm Cille durante unos 5 años, que fue bautizado con su nombre. No se sabe con certeza si su nombre de nacimiento era Colmcille o si adoptó este nombre más tarde en su vida; Adomnán (Eunan) de Iona pensó que era su nombre de nacimiento, pero otras fuentes irlandesas han afirmado que su nombre de nacimiento era Crimthann (que significa 'zorro'). En lengua irlandesa su nombre significa 'paloma', que es el mismo nombre que el del profeta Jonás (Jonás en hebreo también es 'paloma'), que Adomnán de Iona, así como otros escritores irlandeses tempranos, conocían, aunque no está claro si fue nombrado deliberadamente por Jonás o no. Columba también significa paloma en latín.

## Escocia
En 563 viajó a Escocia con doce compañeros. De acuerdo con la leyenda, desembarcó en la punta sur de la península de Kintyre, cerca de Southend. Sin embargo, como todavía tenía a la vista su tierra natal, se dirigió hacia el norte, a la costa occidental de Escocia. En 563 le fue concedida tierra en la isla de Iona, que se convirtió en el centro de su misión evangelizadora entre los  pictos. Además de sus tareas dirigiendo el único foco de cultura letrada de la región, adquirió una gran reputación como hombre santo gracias a su actividad diplomática entre las tribus; se cuentan también varias historias de milagros realizados por él en su afán por convertir a los pictos.
Visitó al rey pagano Bridei I, rey de Fortriu, en su sede de Inverness, y consiguió ganarse su respeto. Desde entonces jugó un importante papel en la política del país. Fue muy enérgico en su predicación del evangelio y, además de fundar varias iglesias en las Hébridas, trabajó para convertir su monasterio de Iona (la abadía de Iona) en una escuela para misioneros. Fue un renombrado hombre de letras, al que se le atribuye la composición de varios himnos y la copia de su propia mano de más de 300 libros. Una de las pocas veces, si no la única, que dejó Escocia tras su llegada fue hacia el final de su vida, cuando regresó a Irlanda para fundar el monasterio de Durrow. Murió en Iona y está enterrado en la abadía que él mismo fundara.

## Legado
Columba es considerado un personaje fundamental en la revitalización del monaquismo. Sus logros ilustran la importancia de la iglesia celta en la recuperación del cristianismo en la Europa occidental tras la caída del Imperio romano.

### Poesía
A Columba se le atribuyen actualmente dos poemas: "Adiutor Laborantium" y "Altus Prosator". Ambos poemas son ejemplos de himnos abecedarios en latín escritos mientras Columba se encontraba en la abadía de Iona.
El más corto de los dos poemas, "Adiutor Laborantium", consta de veintisiete versos de ocho sílabas cada uno, con cada verso siguiendo el formato de un himno abecedario que utiliza el alfabeto latino clásico, salvo los versos 10-11 y 25-27. El contenido del poema se dirige a Dios y a la Iglesia. El contenido del poema se dirige a Dios como ayudador, gobernante, guardián, defensor y elevador de los que son buenos y enemigo de los pecadores a los que castigará.
"Altus Prosator" consta de veintitrés estrofas de dieciséis sílabas, la primera de las cuales contiene siete versos y seis versos en cada una de las estrofas siguientes. Utiliza el mismo formato y alfabeto que "Adiutor Laborantium", salvo que cada estrofa comienza con una letra diferente en lugar de cada verso. El poema narra una historia en tres partes divididas en el principio de los tiempos, la historia de la Creación y el Apocalipsis o fin de los tiempos.

### Otros
Desde 2011, los canadienses de ascendencia escocesa constituyen el tercer grupo étnico más numeroso del país, por lo que el nombre de Columba se encuentra unido a parroquias católicas, anglicanas y presbiterianas. Esto ocurre sobre todo en el este de Canadá, aparte del Quebec francófono.[cita requerida]
En Estados Unidos hay numerosas parroquias dedicadas a Columba dentro de las confesiones católica y episcopal[cita requerida] Dentro de la tradición protestante, la Iglesia Presbiteriana (que tiene sus raíces en el presbiterianismo escocés) también tiene parroquias con el nombre de Columba.[cita requerida] Columba es el santo patrón de la diócesis católica de Youngstown, Ohio. La catedral lleva su nombre.
La Universidad de Iona, una pequeña universidad católica de artes liberales cuyo campus principal se encuentra en New Rochelle (Nueva York), lleva el nombre de la isla en la que Columba estableció su primer monasterio en Escocia, al igual que el Iona College de Windsor (Ontario), el Iona Presentation College de Perth y el Iona College Geelong de Charlemont (Victoria).
Hay al menos cuatro bandas de gaitas que llevan su nombre: una en Tullamore (Irlanda), otra en Derry (Irlanda del Norte), otra en Kearny (Nueva Jersey), y otra en Cape Cod (Massachusetts).
La St. Columba's School, una de las escuelas de inglés más importantes de la India, dirigida por los Hermanos Cristianos irlandeses, también lleva el nombre del santo.
La GAA de Múnich se llama München Colmcilles.
La festividad de San Columba, el 9 de junio, ha sido designada Día Internacional del Arte Celta. El Libro de Kells y el Libro de Durrow, grandes obras maestras medievales del arte celta, están asociados a Columba.
Benjamin Britten compuso en 1962 el Himno de San Columba para coro y órgano, con un poema del santo, con motivo del 1400 aniversario de su viaje a Iona.
La Iglesia de Inglaterra y su equivalente estadounidense, la Iglesia Episcopal, rinden homenaje a Columba el 9 de junio.

## Vita Columbae

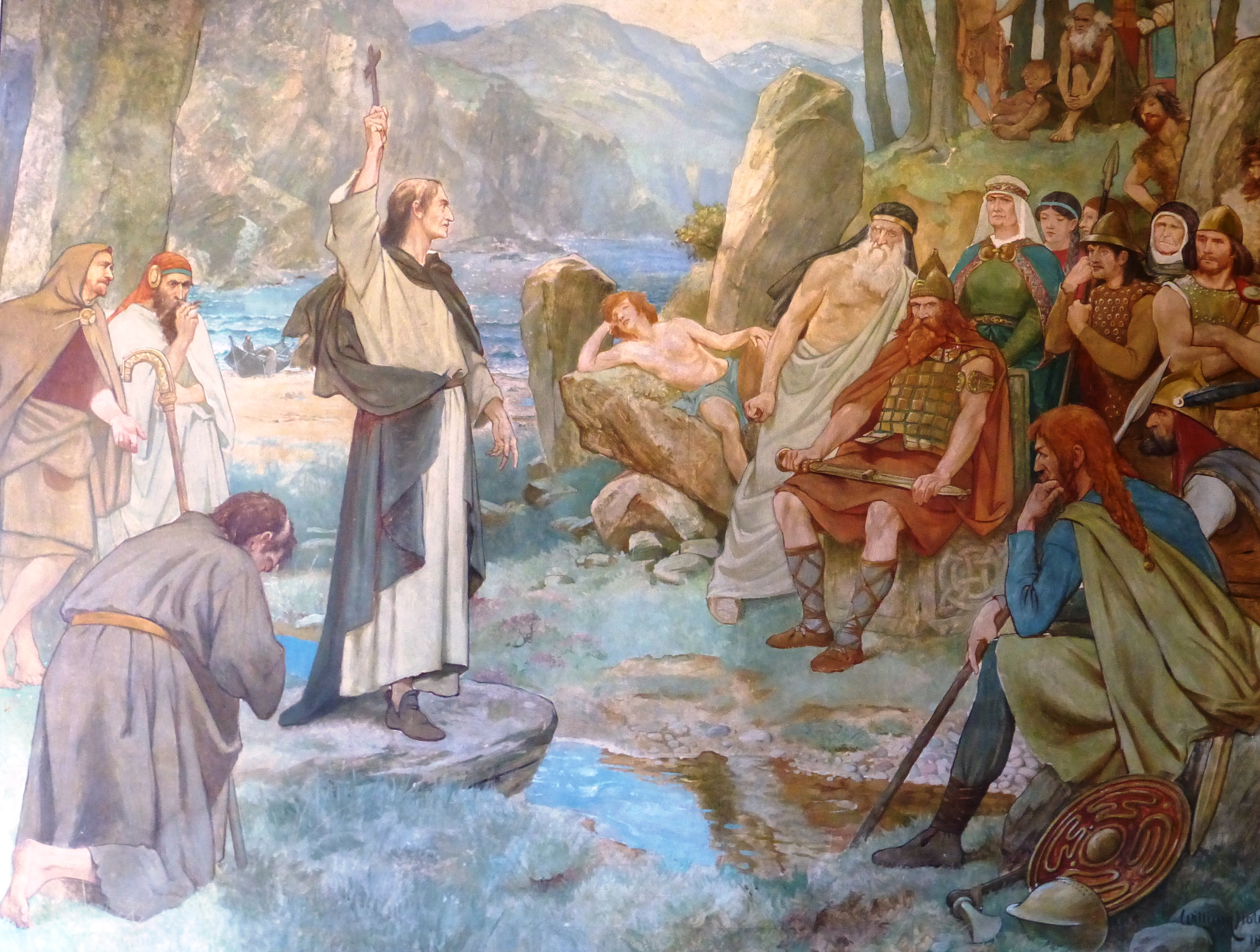
San Columba convierte al rey Brude de los pictos al cristianismo

La principal fuente de información sobre la vida de Columba es la Vita Columbae, escrita por Adomnán, noveno abad de Iona, que falleció en 704. Tanto la Vita Columbae como Beda el Venerable refieren la visita de Columba a Bridei I. Mientras que Adomnan solo explica que Columba visitó a Bridei, Beda relata una tradición más tardía, quizá de origen picto, según la cual el santo llegó a convertir al rey de los pictos. Otra fuente temprana es un poema en alabanza de Columba, probablemente compuesto también en el siglo VII, que tiene 25 estrofas de cuatro versos de siete sílabas cada uno.
El ejemplo más antiguo registrado del nombre Arturo en un documento británico se encuentra en la Vita Columbae escrita por Adomnan, donde aparece como Arturius. Se refiere a un príncipe escocés, hijo de Áedán mac Gabráin, rey de Dál Riata desde 574, bastante lejos del lugar en que suele situarse al legendario Arturo, en el sudoeste de Gran Bretaña.
La Vita Columbae suele aducirse asimismo como la primera referencia conocida al monstruo del lago Ness. Según Adomnan, Columba encontró a un grupo de pictos que estaban enterrando a un hombre que había matado el monstruo, y salvó a un nadador haciendo el signo de la Cruz y con la imprecación «No irás más lejos», que aterrorizó a la bestia, para asombro de los pictos reunidos, que glorificaron al Dios de Columba. Independientemente de la veracidad que quiera concederse a este incidente, el texto de Adomnan afirma específicamente que el monstruo habitaba en el río Ness (que desemboca en el lago), más que en el lago propiamente dicho.
Gracias a la reputación de su fundador, y su importancia como centro de enseñanza, Iona se convirtió en un lugar de peregrinaje. Una red de cruces célticas marca la ruta que conduce a su sepulcro en Iona.
Columba ha sido históricamente reverenciado como santo guerrero, y a menudo era invocado para pedir la victoria en la batalla. En 849, sus reliquias se dividieron entre los reinos de Alba e Irlanda. Los ejércitos escoceses llevaban ante sí algunas de ellas, en un relicario confeccionado en Iona a mediados del siglo VIII, llamado el Brecbennoch. Según la leyenda, el Brecbennoch fue llevado a Bannockburn por un ejército escocés mucho menor en número que sus enemigos, y la intercesión del santo ayudó a la victoria. Suele identificarse este objeto con el Relicario Monymusk. En el Antifonario de la abadía de Inchcolm, la "Iona del Este" (situada en una isla del Fiordo de Forth), una oración del siglo XIV comienza O Columba spes Scotorum...' ("Oh Columba, esperanza de los escoceses...".
La festividad de San Columba se celebra el 9 de junio. Junto con san Patricio (17 de marzo) y santa Brígida (1 de febrero), es uno de los tres santos patrones de Irlanda. Antes de la batalla de Athelstaneford, era el único patrón de Escocia. Igualmente es venerado como santo por la Iglesia ortodoxa. La iglesia luterana también le dedica el día 9 de junio, de acuerdo con el Calendario de Santos Luterano.